# Olivia Tomiałowicz
Olivia Tomiałowicz, po mężu Szumełda-Krzycka (ur. 4 maja 1990 w Santa Maria Capua Vetere, we Włoszech) – polska koszykarka grająca na pozycjach rzucającej oraz niskiej skrzydłowej obecnie zawodniczka MKS Pruszków.

## Życiorys
Jest wychowanką Uczniowskiego Klubu Sportowego Lider Pruszków. W latach 2005–2008 była uczennicą Szkoły Mistrzostwa Sportowego Polskiego Związku Koszykówki w Łomiankach. W 2006 wystąpiła na mistrzostwach Europy kadetek dywizji A, zdobywając z drużyną szóste miejsce. Została także królową strzelców tego turnieju. W tym samym roku debiutowała w PLKK. Występowała także mistrzostwach Europy dywizji A w kategoriach U18 (4 miejsce w 2007 i 8 miejsce w 2008). W 2008 roku wraz z zespołem juniorek Lidera Pruszków zdobyła brązowy medal Mistrzostw Polski juniorek, a indywidualnie została królem strzelców imprezy.
Po ukończeniu SMS w 2008 roku została zawodniczką drużyną Lotosu Gdynia. W barwach gdyńskiego zespołu zdobyła dwa złote medale Mistrzostw Polski seniorek (2009, 2010) oraz dwa złote medale juniorek starszych (2009, 2010). w 2009 wystąpiła na mistrzostwach Europy dywizji A w kategorii U20 (5 miejsce), a w 2010 na mistrzostwach Europy U20 (9 miejsce).
12 grudnia 2016 roku została zawodniczką Wisły Can-Pack Kraków.

## Osiągnięcia
Stan na 20 kwietnia 2021, na podstawie, o ile nie zaznaczono inaczej.
Drużynowe
- Mistrzyni:
  - Polski (2009, 2010)
  - Polski juniorek starszych (2009, 2010)
- Wicemistrzyni:
  - Polski (2017)[5]
  - I ligi polskiej (2021)[6]
- Brązowa medalistka mistrzostw Polski:
  - 2013
  - juniorek (U–18 – 2008)[7]
- Zdobywczyni pucharu Polski (2010, 2011, 2016, 2017)[8]
- Finalistka:
  - pucharu Polski (2008)
  - Superpucharu Polski (2008, 2009)
- Uczestniczka rozgrywek Euroligi (2008–2011)

Indywidualne
- MVP:
  - I ligi - grupy A (2018, 2020)[9][10]
  - turnieju finałowego mistrzostw Polski juniorek starszych (2010)[11]
- Zaliczona do I składu :
  - grupy A I ligi (2020)[10]
  - mistrzostw Polski juniorek (2008)[7]
- Liderka I ligi:
  - strzelczyń sezonu zasadniczego (2018 – 19,6, 2020 – 22,7)[9][12][13]
  - w średniej asyst (2020 – 7,9)[14]

Reprezentacja
- Uczestniczka mistrzostw Europy:
  - U–20 (2009 – 5. miejsce, 2010 – 9. miejsce)
  - U–18 (2007 – 4. miejsce, 2008 – 8. miejsce)
  - U–16 (2006 – 6. miejsce)
- Liderka strzelczyń mistrzostw Europy U–16 (2006)[15]